# Endotelina
Les endotelines són proteïnes que estrangulen els vasos sanguinis augmentant la pressió sanguínia. Normalment estan mantinguts en equilibri per altres mecanismes, però quan s'expressen de forma completa, contribueixen a elevar la pressió sanguínia (hipertensió) i malalties cardíaques.
Les endotelines són 21 aminoàcids vasoconstrictors peptídics que es produeixen principalment en l'endoteli, tenint un paper molt important en l'homeòstasi vascular.
Entre els vasoconstrictors més forts que es coneixen, les endotelines estan implicades en malalties vasculars diversos sistemes d'òrgans, incloent el cor, la circulació general i el cervell.

## Isoformes i distribució orgànica
Hi ha tres isoformes (Identificades com ET-1,-2,-3) amb diverses regions d'expressió i dos tipus de receptors importants, ETA y ETB.
- Els receptors d'ETA es troben en el teixit del múscul llis dels vasos sanguinis, i l'endotelina ETA indueix a l'augment de la vasoconstricció (constricció de les parets dels vasos sanguinis) i la retenció de sodi, produint l'augment de la pressió sanguínia.[3]
- L'ETB està principalment localitzat en les cèl·lules endotelials THAT LINE a l'interior dels vasos sanguinis. Quan l'endotelina està unida als receptors ETB, condueix a l'alliberació d'òxid nítric (també anomenat "NO" o factor relaxant derivat de l'endoteli), natriuresis i diüresi (la producció i l'eliminació d'orina) i mecanismes que redueixen la pressió sanguínia.
- Ambos tipus de receptors ET es troben en el sistema nerviós on poden combinar la neurotransmissió o funcions vasculars.[4]

### Cervell i nervis
Àmpliament distribuïts en el cos, els receptors d'endotelina estan presents en els vasos sanguinis i en les cèl·lules del cervell, "choroid plexus"(àrea dels ventricles del cervell on es produeixen els fluids cerebroespinals) i nervis perifèrics. Quan els apliquem directament al cervell de rates en quantitats molt petites (de picomolar) com un model d'experiment de vessament, l'endotelina-1 causa estimulacions metabòliques severes i atacs amb disminucions importants en el flux sanguini en les mateixes regions cerebrals, ambdós efectes mediats per calci.
Una acció vasoconstrictora forta similar de l'endotelina-1 va ser demostrada en un model de neuropatia perifèrica en rates.

## Exemples d'interacció fisiològica
En un individu sa, un balanç delicat entre vasoconstricció i vasodilatació, és mantingut per l'endotelina i altres vasoconstrictors per una banda, i òxid nítric, prostaciclina i altres vasodilatadors per una altra banda.
La sobreproducció d'endotelina en els pulmons pot causar hipertensió pulmonar, que de vegades pot ser tractada per l'ús d'un antagonista receptor de l'endotelina, com bosentan, sitaxentan o ambrisentan. L'última droga de receptors de blocs de l'endotelina A, disminueixen les accions vasoconstrictives i permeten l'augment d'efectes beneficiosos de l'estimulació d'endotelina B, com la producció d'àcid nítric. Els efectes precisos de l'activació del receptor de l'endotelina B depenen del tipus de cèl·lula involucrada.

## Participació en malalties
La distribució simultània dels pèptids d'endotelina i receptors implicats s'inclueixen en una varietat general de processos psicològics i patològics en el cos. Entre nombroses malalties molt perilloses que ocorren per regulació d'endotelina podem trobar: 
- Diversos tipus de càncer.[7]
- Vasoespasmes cerebrals seguits d'hemorràgies subaracnòides.[8]
- Hipertensió arterial i altres trastorns cardiovasculars.
- Mediació del dolor.[9]
- Hipertròfia cardíaca.
- Febre hemorràgica dengue.